# Exclu
Exclu était une application de messagerie cryptée qui a été fermée après une série de raids internationaux en février 2023.

## Service
Exclu proposait des licences pour trois ou six mois, pour respectivement 500 € et 900 €,.

## Histoire
En 2019, la police allemande a effectué une descente dans le CyberBunker, ce qui lui a permis d'obtenir les données nécessaires au décryptage des services Exclu. Les données ont été partagées avec d’autres forces de police,.
Le 3 février 2023, des perquisitions simultanées ont eu lieu dans des propriétés en Allemagne, aux Pays-Bas, enPologne et en Belgique. 48 personnes ont été arrêtées, dont des administrateurs, des développeurs et des utilisateurs d'Exclus.
La police néerlandaise a déclaré que les arrestations étaient basées sur deux opérations distinctes.Le premier, appelé 26Sambar, a débuté en septembre 2020 et ciblait les propriétaires et les gestionnaires d'Exclus. Ils étaient soupçonnés d'avoir facilité les activités des criminels. Le deuxième, appelé 26Lytham, a débuté fin avril 2022. Cela visait spécifiquement les utilisateurs soupçonnés d’être impliqués dans le crime organisé.
En février 2023, la police allemande a annoncé que George Mitchell était l'un des cinq principaux suspects derrière le réseau.